# قوم فنج

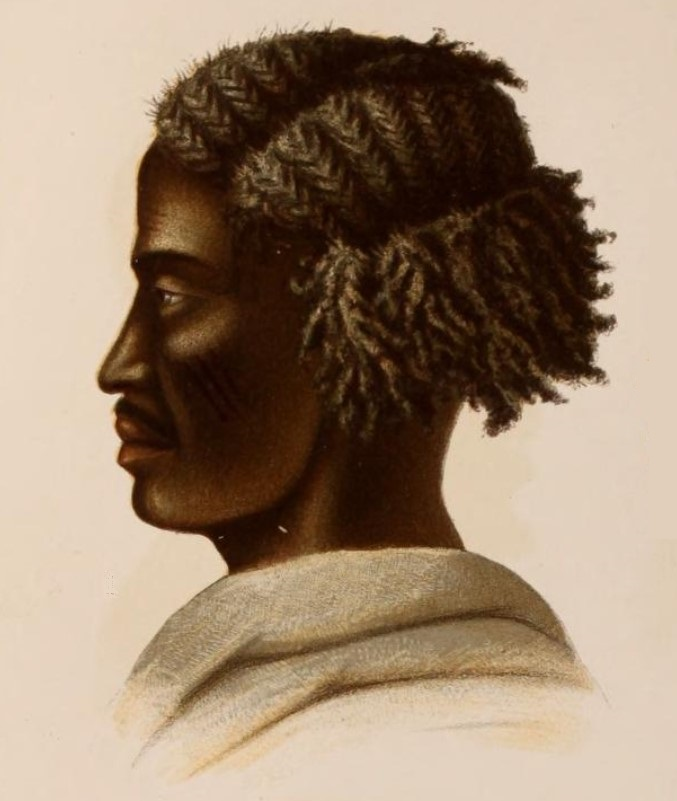
پرتره یک اشراف‌زاده از قبیله فونج

فونج‌ها یکی از اقوام کشور سودان هستند.
اصل و تبار ایشان چندان روشن نیست ولی منابع تاریخی گزارش داده‌اند که قوم چادرنشین و رمه‌دار فونج در آغاز سده شانزدهم میلادی از منطقه باتلاقی سُد در مرزهای حبشه در راستای نیل به سوی جنوب رفته و وارد نوبیه شدند. علت این کوچ جمعی گریختن از فشار قوم شیلوک بود. فونج‌ها در این زمان از نظر مذهبی جان‌گرا بودند. در جریان کوچ فونج‌ها، میان ایشان و عرب‌های عبدالعبید (یکی از قبایل جهینه) ستیز و درگیری پیش آمد.
پس از رسیدن به نوبیه، فونج‌ها پادشاهی عبدالله جما را جذب کرده و خود یک قلمرو به نام پادشاهی فونجی سنار برپا کردند. ایشان چندین سده بر منطقه فرمانروایی کردند.
اعراب عبدالعبید که در پایان سده پانزدهم سوبا را فتح کرده بودند در سال‌های آغازین سده شانزدهم میلادی از فونج‌ها شکست خوردند. میان نایب‌السلطنه عبدالعبید که بر نیمه شمالی پادشاهی فونج حکومت می‌کرد و سلطان فونج در جنوب موازنه برقرار شد. در پی آن گرویدن فونج‌ها به اسلام به منسجم کردن این حکومت دوگانه کمک کرد.
در حدود ۱۷۵۰م یکی از سلطان‌های فونج به کُردُفان تاخت و آن را در پادشاهی خود جای داد. این کار به اسلامی‌تر شدن کردفان انجامید.
به هنگام فروپاشی این پادشاهی فونج یعنی در ۱۸۲۱ میلادی، قوم فونج عرب‌زبان شده بوده و به عنوان عرب بشمار آمدند.